# アニメネクスト100
アニメネクスト100は、日本のアニメ100周年記念事業。

## 概要
- 一般社団法人日本動画協会監修。
- 10月22日を「アニメの日」に制定している。
- 2016年12月6日にキックオフイベントが開かれ、2017年のアニメジャパンから正式に始動した[1]。